# Liam Payne
Liam James Payne (født 29. august 1993, død 16. oktober 2024) var en britisk sanger og sangskriver, mest kendt som medlem af boybandet One Direction
.

## Liv og karriere
Payne var søn af Karen og Geoff og havde to ældre søskende, Ruth og Nicola. Indtil han fyldte fire, fik Payne udført regelmæssige test på et hospital, da lægerne havde bemærket at en af hans nyrer havde ar og var dysfunktionel. For at hjælpe med at håndtere smerten, fik han 32 indsprøjtninger i armen hver morgen og aften som barn. Da han blev ældre, ændrede hans mor, sine arbejdstider som børnehavepædagog og sygeplejerske, så hun kunne ledsage ham til alle hans auditions. Som student, var Payne meget involveret i sport, og han gik ofte til optagelsesprøver for at blive optaget på forskellige skolehold, før han til sidst fandt sig til rette på terrænløbsholdet. Han var musikteknologi-studerende ved City of Wolverhampton College.
Payne blev mobbet i gymnasiet og tog derfor bokselektioner, for at "finde en måde at forsvare sig selv på". I 2012, under et interview med The New Zealand Herald om hvordan man håndterer mobning, sagde Payne, "du er nødt til at fortælle det til nogen", og tilføjede "du er nødt til at stå imod det, du gør dig selv til et mål, du gør det for nemt at blive drillet og bare lade tingene ske, det er hvad der sker, men hvis du går aktivt imod det selv, så forsvinder det langsomt."
Før The X Factor, havde Payne engang optrådt foran 26.000 personer under en fodboldkamp på Wolverhampton Wanderers.
Payne gik til sin første audition på The X Factor's, sæson 5 i 2008 da han var fjorten. Han fik foretræde for dommerne, men Simon Cowell mente ikke at han var klar til konkurrencen og bad ham om at komme igen om 2 år. Payne citerede Justin Timberlake som en af sine største inspirationer. Han har også udtalt at han henter inspiration fra Take That-medlemmet Gary Barlow under sine optrædener.
Han har været i et forhold med danseren, Danielle Peazer. De mødtes til The X Factor i 2010. Backupdanseren for The Saturdays og Jessie J har modtaget dødstrusler og været udsat for andre former for cyber-mobning på det sociale netværk Twitter på grund af deres forhold til Payne. De slog officielt op i maj 2013, men er blevet set sammen siden. Han har siden haft et forhold til skoleveninden Sophia Smith.
Den 16. oktober 2024 faldt Payne tre etager fra sit hotel værelse i Buenos Aires, Argentina som resulterede i hans død.